# Copaldictyna madagascariensis
Genre
Espèce
Copaldictyna madagascariensis, unique représentant du genre Copaldictyna, est une espèce fossile d'araignées aranéomorphes de la famille des Titanoecidae.

## Distribution
Cette espèce a été découverte dans du copal de Madagascar. Elle date de l'Holocène.

## Étymologie
Son nom d'espèce, composé de madagascar  et du suffixe latin -ensis, « qui vit dans, qui habite », lui a été donné en référence au lieu de sa découverte, Madagascar.

## Publication originale
- Wunderlich, 2004 : Fossil spiders of the family Dictynidae s. l., including Cryphoecinae and Hahniinae in Baltic and Dominican amber and copal from Madagascar, and on selected extant Holarctic taxa, with new descriptions and diagnoses. Beiträge zur Araneologie, vol. 3, p. 1380–1482.